# Stående vadpress

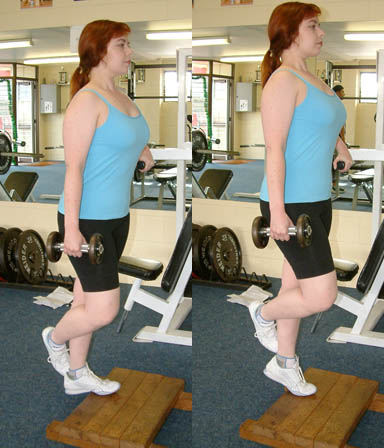
Stående vadpress bör ej blandas ihop med sittande vadpress.

Stående vadpress är en övning inom bland annat styrketräning. Denna övning fokuserar i första hand på musklerna gastrocnemius och soleus, eller inre och yttre vadmusklerna. Det finns ett antal sätt att genomföra denna övning, exempelvis i en avsedd träningsmaskin, i en smithmaskin, i en benpress, med skivstång eller med hantlar.
Stående vadpress med hantel aktiverar hela vaden: Gastrocnemius och Soleus.